# Сладојевци
Сладојевци су насељено место у саставу града Слатине у Вировитичко-подравској жупанији, Република Хрватска.

## Историја
До територијалне реорганизације у Хрватској налазили су се у саставу старе општине Подравска Слатина.

## Становништво
На попису становништва 2011. године, Сладојевци су имали 730 становника.

## Попис1991.
На попису становништва 1991. године, насељено место Сладојевци је имало 927 становника, следећег националног састава:
| Попис 1991.‍  | Попис 1991.‍  | Попис 1991.‍ | Попис 1991.‍ | Попис 1991.‍ |
| ------------ | ------------ | ----------- | ----------- | ----------- |
|              |              |             |             |             |
| Хрвати       | Хрвати       |             | 881         | 95,03%      |
| Југословени  | Југословени  |             | 20          | 2,15%       |
| Срби         | Срби         |             | 16          | 1,72%       |
| Муслимани    | Муслимани    |             | 1           | 0,10%       |
| неопредељени | неопредељени |             | 4           | 0,43%       |
| регион. опр. | регион. опр. |             | 1           | 0,10%       |
| непознато    | непознато    |             | 4           | 0,43%       |
| укупно: 927  |              |             |             |             |